# Leopardo-indiano
O leopardo-indiano (Panthera pardus fusca) é uma subespécie de leopardo nativa do subcontinente indiano. O leopardo-indiano é um dos muitos bem sucedidos membros dos grandes felinos indianos, distribuído por todas as partes do subcontinente indiano e sul da China.

## Características
Leopardos indianos machos adultos podem ter entre 1,25 e 1,40 metros de comprimento, sendo que sua cauda possui de 76 a 91 cm de comprimento; pesam entre 50 a 77 kg. As fêmeas são menores e possuem de 1,05 a 1,17 metros de comprimento, tendo uma cauda de 76 a 85 cm de comprimento; pesam entre 29 e 34 kg. Muitos exemplares possuem melanismo.

## Território e Dieta

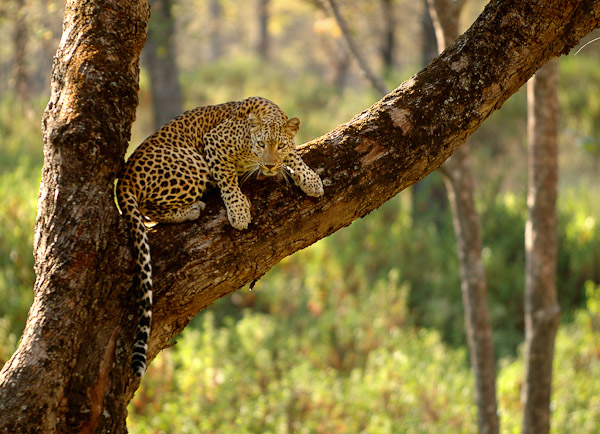
Leopardo indiano, ágil escalador de árvores.

No Parque Nacional Bardia no Nepal, o território de leopardos machos tem cerca de 48 km², e o de fêmeas possui 17 km². O território da fêmea diminui de 5 a 7 km² quando tem filhotes.
No Parque Nacional de Sariska, a dieta de leopardos indianos inclui veados, cervo sambar, nilgó, porco selvagem, macaco langur, lebres, pavões e humanos.

## Distribuição e habitat
No subcontinente indiano, topográficas barreiras para a dispersão desta subespécie são o rio Indo no oeste, e os Himalaias no norte. No leste, o baixo curso do rio Bramaputra e o delta do rio Ganges constituem barreiras naturais à distribuição do leopardo. 
Leopardos indianos estão distribuídos por toda Índia, no Nepal, Butão, Bangladesh e partes do Paquistão. Eles habitam áreas tropicais, florestas tropicais secas, florestas caducifólias, florestas temperadas e setentrionais, e florestas de coníferas, mas não ocorrem nas florestas de mangue do Sundarbans. 

## Relação com outros predadores
Leopardos compartilham seus habitats com tigres de Bengala, ursos negros asiáticos e ursos preguiça, lobos e cães selvagens, normalmente todos evitam aos outros. Estes outros predadores podem matar filhotes de leopardo sempre que têm chance, diminuindo a concorrência. Tigres podem atacar e até matar um leopardo adulto que estiver em seu território. Leopardos coexistem com tigres, mas não são comuns em habitats onde a densidade de tigres é alta.